# Sréter család

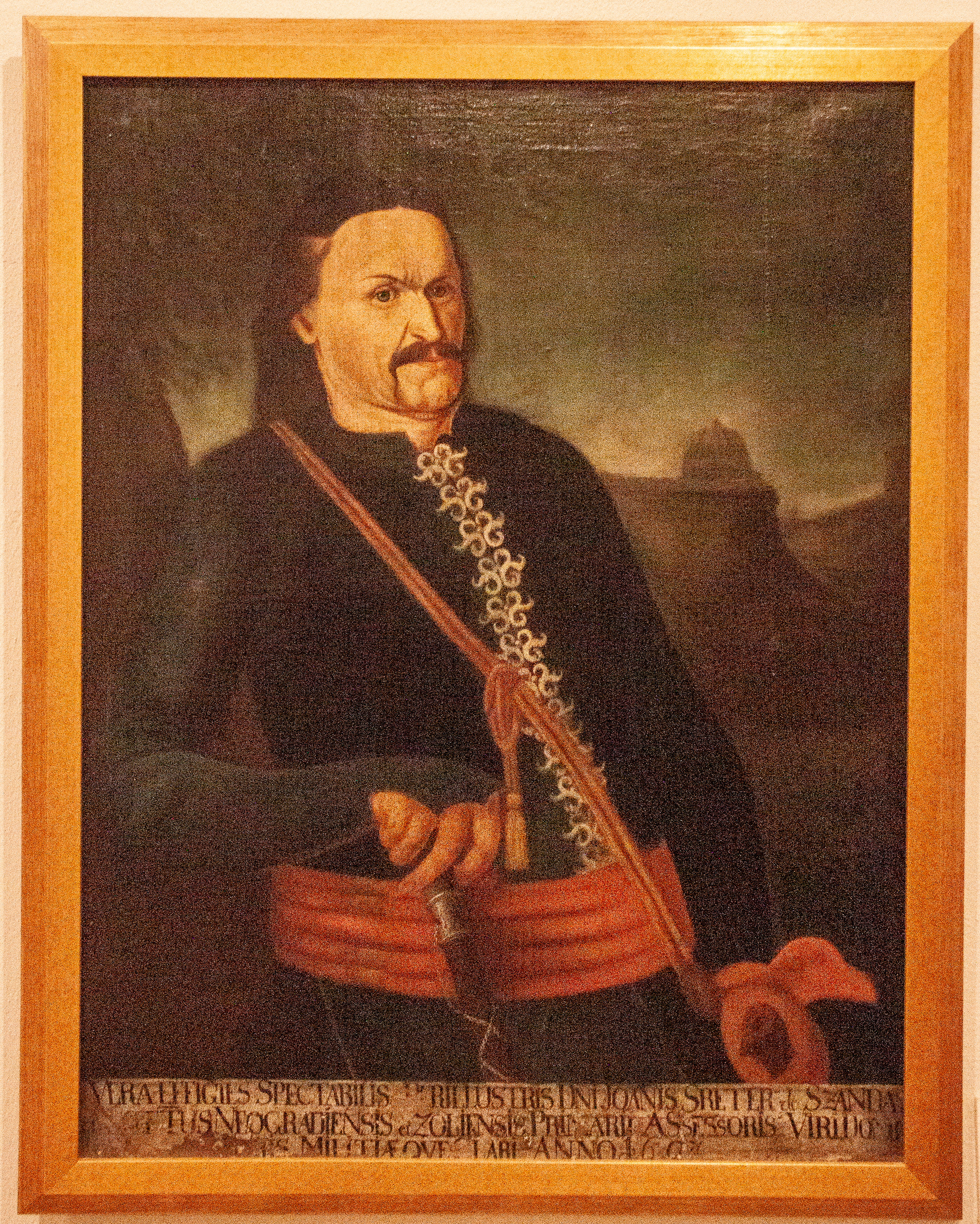
Sréter János, Rákóczi tüzértábornoka

A szandai Sréter család egyike azon előkelő nemes családoknak, amelyek a felvidéki bányavárosok régi megtelepedői közül emelkedtek ki.

## A család története
Német hangzású családnevük ellenére (amely Schrötter és Schretter alakban is szerepel), meghonosodásuk legalább a 16. század első felére, a mohácsi időszak előtti időkre tehető. Erre utal az a körülmény is, hogy Besztercebánya szabad királyi város tősgyökeres lakói, még a magyar nemesség elnyerése (1569) előtt e városról mint ősi fészkükről és ottani birtokos állapotuknál fogva besztercei Srétereknek (Schretter de Novizolio) nevezték őket. A XVI. század közepén a besztercei Sréter családból három derék testvér vált ki, név szerint: Sréter I. János, aki Miksa magyar királytól Bécsben 1669. március 22-én „nemesitő cimeres levelet” nyert, besztercei előnévvel, amit 1670-ben Nyitra megye közgyűlésén kihirdettek.

## A magyarországi kezdetek
A 17. század folyamán a Gáspár és Menyhért ágak feltehetően kihaltak, utódaik közül nevezetesebbek voltak:
- Schretter Károly

1644. február 14-én Körmöcön született, és a protestáns családból vagy apja, vagy ő a katolikus vallásra tért és Nagyszombatban a Jézus társaságába állott. Grácben hittant hallgatott, azután Nagyszombatban és Bécsben hat évig bölcsészetet tanított, majd Nagyszombatban az egyházi jog tanára kilenc évig, majd a Győri és Lőcsei rendház igazgatója volt. Jogtani munkája, mely „Concordia Juris Hungarici cum Jure civili et canonico in themate testamentariae et ultimae voluntatis", cím alatt Nagyszombatban, 1698-ban jelent meg.
- Sréter Vilmos

Schretter Károly rokona, a pozsonyi és szepesi kamara tanácsosa (1687-ben)
Sréter I. János protestáns ágán a 17. század végén egy igen jelentős személy állt
- Sréter II. János

A Rákóczi-szabadságharc brigadérosa Jánosnak nejétől Bezegh Évától, (aki később, 1726-ban Thassy Ferenc felesége volt) következő gyermekei születtek:
Adám, III. János, I. György,
- Sréter Imre és Éva ikrek, (*1697. november 1. Imre korán meghalt;
- Sréter Éva Gosztonyi János férje révén a Gosztonyi család protestáns ágának elindítója.
- 'Sréter Mária, 1707. évben született, és valószínűleg korán elhalt.

A három fiú (I. Ádám, III. János, I. György) ága következik, melyek valamelyikéhez tartoznak a Sréter család tagjai (jelölés, a, j, g). A Sréter család családfája 4 részből áll:
Kezdeti családfa, melynek legalsó szintjén 3 ág indul:
- I. Ádám a01
- III. János j01
- I. György g01

## Családfa
Az első családfa a kezdeteket mutatja, melynek legalsó szintjén 3 ág indul: az Ádám-ág, a György-ágy, és a János-ág.

## Az "Ádám ág"
- Sréter I Ádám a01

(II. Jánosnak a tüzér dandárnoknak legidősebb fia (született 1690. október 27-én) Apja testvérével Jánossal együtt külföldön iskoláztatta; Ádám Berlinben tanult, és ott időzvén még a magyarországi harcok végén is, a porosz királyi gyalog őrségben hadnagy volt. E ranggal jött haza is a magas termetű, barna, 22 éves ifjú testvérével Jánossal együtt Drezdán és Prágán keresztül 1713-ban, az atyja által gróf Pálfy János m. orsz. főkormányzótól eszközölt útlevéllel. Hazatérése után hivatalt nem vállalt, feleségül vette Trenosin megyéből a szedlicsnai Lipszky családból Lipszky Juliannát, akitől fia született Mihály, maga pedig korán meghalt, az 1755. évet sem érte meg.
- Sréter I. Mihály a020101

Nógrád vármegyénél hivatalos pályán 1762-ben főpénztárnok, utóbb, még 1788-ban is, táblabíró volt. Nejétől Bossányi Juliannától három gyermeke maradt:
- Sréter Éva a030101 1781 F: 1. nagypalugyai Plathy III. Imre, 2. ócsai Balogh Péter
- Sréter II. Ádám a030102 1792-ben Nógrád megye alszolgabirája, nőtlenül halt meg,
- Sréter II. Mihály a030103 1792-ben Nógrád megye első aljegyzője. Nejétől losonci Gryürky Klárától következő nyolc gyermeke maradt ;'
- Sréter II. István a040301 1798.03.31 Surány-1867.06.27 F:kis-bózsvai Berhelyi Klementina fiatal korában katona, mely pályától huszár hadnagyi randát elbúcsúzván , az 1848 előtti időkben megyei táblabíró volt.
- Sréter IV.István a050101 1839.06.16-1891 Budapest F:Majthényi Elza 5 gyermek
- Sréter Klára a050102
- Sréter Péter, a040302 A Pozsonyi Jogakadémia hallgatója volt, meghalt 1824 körül leszármazott nélkül.
- Sréter III. Mihály a040303 Cserhátsurány, 1800 – A Pozsonyi Jogakadémia hallgatója volt 1819), fiatal korában Nógrád megye alszolgabírája volt (1828. október 8. – 1834. július 18). Utóbb táblabíró. Gazdaságra adván magát, szentimrei jószágát kezelte (nőtlen)
- Sréter Éva a040304 előbb Dobraviczkyné Osgyánban, utóbb Szontagh Sámuelné.
- Sréter Miklós a040305 Szanda, 1804, A Pozsonyi Jogakadémia hallgatója volt (1824), táblabíró, meghalt 1840 táján; neje Sréter Terézia (mh. 1833-ban) leányuk:
- Sréter Teréz a050501 Voxith Horváth Tamásné.
- Sréter Petronella a040306 1818-1870 F:Lossonczy László

(Lossonczy IV. LÁSZLÓ, szül. 1806, mh. 1878). Neje: Szandai SRÉTER Petronella. Gyermekeik:
1. Lossonczy MIHÁLY (szül. 1832, meghalt 1923), földművelésügyi miniszteri tanácsos, a Lipót-rend lovagja. Neje: miklósvári MIKLÓS Ida. Lakás: Budapest. Leányuk: AMÁLIA. Férje: szilasi és pilisi SZILASSY István (szül. 1853. július 6. Dános) 2. ANTAL (szül. 1834.). Neje: KULUNCSICS Anna. 3. IZABELLA (szül. 1837., f 1886). Férje: roffi BORBÉLY Miklós. 4. GYULA (szül. 1856).
- Sréter Klára a040307 1816-1893 Borbély Hiklósné Derzsen.
- Sréter Amália Paulina a040308 1820 Fazekas Károlyné.
- Sréter László a060101 1866.08.25 Surány-1916 F:Navratil Ilona
- Sréter V. István a060102 (Sréter István, honvédelmi miniszter) 1867.11.10 Surány-1942.09.02 Budapest
- Sréter Ilona a060103 1869 Surány – 1966 Budapest F. Almásy János
- Sréter I. Károly a060104 1870 Csécse – 1912 f: Beretvás Cecilia RÓZA (szül. 1876. ápr. 29.), férje: szandai SRÉTER Károly. Esküvő: 1900 körül. FARKAS (szül. 1829. okt. 30., f 1893. febr. 11.) 1848/49-es honvéd huszárhadnagy. Neje: BERETVÁS Irma (Beretvás György és Patay Constancia 1845. ápr. 19-ikén született leánya). Esküvő: 1863
- Sréter I. Andor a060105 1877-1914 f: kolosvári Kiss Katalin
- Sréter VI. István a070201 1897 Kaposvár – 1937
- Sréter Elemér a070202 1899 Veszprém – 1944 Budapest neje: Bleiszner Edit
- Sréter Iván János a070203 F:Lepák Ágota
- Sréter Mária a070204 1904 Budapest-1961 h:Baranyai Brúnó
- Sréter Lajos a070405 f: Újhelyi Magdolna
- Sréter Miklós a070406 1904 Zombor f: Marion Schuster
- Sréter Farkas a070407 1905 Zombor -1968 Graz
- Sréter II. Andor a070508 1910 Kiskunhalas – 1979 Budapest neje: Németh Edit
- Sréter Mária a080101 – 1975 előtt
- Sréter Vilmos a080102 -
- Sréter Letitia a080203 F: 1. Horváth Boldizsár, 2. Deil János
- Sréter Mária a080504 1930 f: Marosvölgyi Vince
- Sréter Magdolna a080505 1930 f:Farkas László
- Sréter Wolfgang a080606 1946 Passau
- Sréter III. Andor a080807 1936 neje: Vizi Mária
- Sréter III. István a080808

Az "Ádám ág" családfáját ld. itt: A Sréter család családfája

## A "János ág"
- Sréter III. János j0101

II.János (tüzérdandárnok fia) szül. 1693. év táján. Danzigból ment Wittenbergába az egyetemre 1711-ben tanulása befejezésére. 1713-ban jött haza testvérbátyjával Ádámmal együtt. Nógrád megyénél közpályára lépvén, 1725-ben szolgabíró, 1733-ban már másod alispán volt. Kétszer nősült, első neje királyfalvi Gerhard Anna volt, gyermekeik ld w1. III. János második felesége Moller Katalin, gyermekük: ld w2
- Sréter II. György, j020101w1 1755 után gyerektelenül meghalt
- Sréter Johanna j020103w1 Földváry Györgyné ;
- szandai Sréter Janka Földváry György férje, Földváry Ferenc királyi táblai bíró, költő édesanyja
- Sréter I. István j020104w2, aki szintén utódok nélkül halt meg.
- Sréter I. Pál j020102 (1755) ő vitte tovább ezen az ágon a Sréter nevet, feleségétől Radvánszky Erzsébettől négy gyermeke maradt, úgymint:
- Sréter Ferenc j030202, aki gyermektelenül halt meg.
- Sréter Katalin j030203 Korodinyi Jánosné, és
- Sréter Dénes j030204, akinek nejétől Batta leánytól gyermeke nem maradt.
- Sréter III.György j030201

1809-ben a franciák elleni háborúban Nógrád megye felkelő seregében őrnagy volt, és 1812-ben a Ludovicea katonai növeldére öt ezer forintot adott.
Feleségétől Szent-Miklóssy Zsófiától hat gyermeke maradt, úgymint
- Sréter Antal, j040101 1843 Becske, gyermekei
- Sréter Adalbert, Albert j050101 Pásztó 1819 – 1886 03.10 Bér, Csobánka puszta j050101
- Lídia j050102 Gyürkyné Becskén majd Balás István felesége.
- Sréter István, j040102 kinek nejétől Korodinyi Borbálátói gyermeke nem maradt
- Sréter IV. György j040103 (leszármazott nélkül),
- Sréter II. Pál, j040104 f: Muzay Krisztina egy leánya j050401 és egy fia
- Sréter Gusztáv j050402, (ügyvéd Pesten) (katolikus), f: Fésüs Georgina
- Sréter Márta j060201
- Sréter Berta j060202
- Sréter Aloyzia j040105 férje: Orczy István
- Sréter Viktória j040106
- Sréter Mária j060101 1853
- Sréter Árpád j060102 1855 Csesztve – 1941 Budapest Feleségei: Kosztolányi Ilona, Hajnos Róza, Vizy Mária
- Sréter István János j060103
- Sréter Irma j060104 mh 1879 Tiszalök F: Jeszenzky Sándor
- Sréter Ferenc j070201w2 1894 Budapest – 1976 Budapest F: w1. Keresztes Ilona w2. Polster Márta
- Sréter Aranka j070202 1897 Budapest – 1963 Budapest F: Baranyai Jenő
- Sréter Júlia j070203 1907 Szandaváralja
- Sréter VII. János j070204 1911 Szandaváralja F: Both Irén Balassagyarmat
- Sréter Ildikó j080401 1940 F:Romhányi András
- Sréter Angéla j080402 1943 F:Fábián Egon Kos Angeles
- Sréter Ferenc dr. j080103w1
- Sréter Lídia dr. j080104w2 F.Rozsnyai Gábor

A "János ág" családfáját ld. itt: A Sréter család családfája (A kapcsolódó családokról is itt olvasható némi információ).

## A "György ág"
- Sréter I György g01(II. János dandárnok fia) született 1702-ben április 17-én. A közügyekben csak mint megyei táblabíró vett részt. Meghalt 1767. nov. 1-jén.

Kétszer lépett házasságra, első neje: Görgey Johanna Mária Klára volt, ettől született leánya: Mária. Második neje rahói Jánoky Katalin volt, akitől maradtak ld w2
- Sréter Mária g020101w1 f: Prónay Mihály
- Sréter IV. János g020102w2 1740 – 1796.10.15 Surány f: 1. Ghyczy Júlia, 2. Ujházy Erzsébet, 3. Kubinyi Róza, megyei táblabíró volt. Meghalt 1796.10. 2-án. Felesége egymás után három volt; az első w1:assakürti Ghyczy Julianna, akitől három gyermeke született
- Sréter Erzsébet g020103w2 f: Sándor Károly, meghalt 1803. március 8-án, és
- Sréter Zsuzsanna g020104w2 Sándor Pálné.
- Sréter V. János g030201w1 szül. 1776 körül. Ifjú korában a Barco huszár ezredben cadet, az 1809. évi nemesi insnrrecüobaD kapitány, meghalt 1835-ben. Nejétől, sédení Ambrózy Klárától maradtak gyermekei:
- Sréter Barbara Karolina g040101 ozoróci és kohanóci Ottlik József.
- Sréter Konstanczía g040102 előbb slavnicai Sándor Lászlóné, ettől elválva Hüttl Fidél katonatiszthez ment férjhez, meghalt 1810 körül.

IV. Jánosnak második nejétől, budaméri Ujházy Erzsébettől fia
- Sréter József g030205w2 szül. 1781. október 26-án. Nógrád megyének egyik előkelő táblabírája, tudományos műveltségű jeles férfiú, aki hites társától Gosztonyi Antóniától (meghalt 1840) megyéje egyik legkitűnőbb férfiát VI. Jánost nemzette és nevelte. Meghalt 1860. szeptember 27-én.

Nevezett nejétől meglett kort ért négy gyermeke a következő:
- Sréter László g040503
- Sréter Eduárd g040504 volt m. kir. testőr, akinek nejétől Scheneríng Máriától leánya
- Sréter Klára g050401 Boltízár Pálné
- Sréter Anna g040505 Madorassy Miksáné Guszonán
- Sréter VI. János g040506

(Imre) szül. 1806. jan. 12-én. Jelesül elvégezvén iskolai pályáját, és 1826-ban kitűnő ügyvédi vizsgát tett, Nógrád megyénél mint tiszt. aljegyző kezdé meg hivatalos pályáját; és azon fáradhatatlan szorgalma és beható éles tehetségének nagyszerű jeleit adta. 1832-ben másod al-, 1836-ban aljegyzőnek főjegyzői ranggal, 1838-ban pedig valóságos főjegyzőnek, 1839-ben a legáltalánosabb elismerés mellett másodalispánnak választották. Azonban alispántársának hosszas betegsége alatt és 1841-ben be is következett halála után a megye kormányzatát teljesen ő vitte; és túlzás nélkül mondhatni, első hivatalos belépésétől idejét s tehetségét a megye dolgainak szentelve mint kezdő jegyző a legfárasztóbb, tíz év óta elmaradt tisztviselői jelentésekről és teendőkről a megyei jegyzőkönyvekből kimutatást készített. 1831-ben részt vett az országgyűlési munkálatok szerkesztésében. A nógrádi nemzeti intézetnek 8 éven át szorgalmas titoknoka volt és ő volt az első főispán az országban, aki a megye egész évi beligazgatásáról, és legelőször is 1823-tól kezdve adott ilyen jelentést, amit ki is nyomtak. Műveltsége és képzettsége, amely a jogi és a politikai tudományokban alapos és teljes volt, kiterjedt a művészetekre és nyelvekre is, tudott gitározni, zongorázni, a magyar, latin és német nyelven kívül kitűnően franciául, olaszul, sőt spanyolul és angolul is folyvást beszélni, és Sheridan, Byron, Shakespeare, Mirabeau, Cervantes, Tasso, Goldoni s többek munkáiból sokat fordított. Mit lehetett még utóbb tőle remélni, mutatja jeles publicistát dolgozata, mely halála után, „Visszaemlékezések" cim alatt jelent meg. De a folytonos munka korán sírba döntötte a páratlan tiszta jellemű, lángeszű és nőtlen férfiút 1842. március 27-én élete 33. évében, azon alapos és biztos reménynyel együtt, amely benne egy ritka nagy ember és hazafi elvesztésének megsiratására jogosított
- Sréter Horácz g060402 szül. 1814-ben április 24-én, megyéjének szintén egyik jeles műveltségi! volt táblabírája; akinek nejétől ebecki Tihanyi Ilonától egy fia és négy leánya született. Sréter Horác meghalt 1864. nov. 26-án eltemeték Surányban.
- Sréter Alfréd, g070201 (szül. 1845. febr. 1.)
- Sréter Malvina g070202 b. Podmaniczky ifj. Lászlóné
- Sréter Mete11a g070203
- Sréter Natália g070204
- Sréter Kamilla g070205
- Sréter Teréz g060403 f: Sréter Hiklós a040305
- Sréter Aglája g060404 h:Révay Károly , ld. a családdal kapcsolatban lévő családokat itt: SréterCsaládFa4

IV. Jánosnak harmadik feleségétől, kubinyi és bertelenfalvi Kubinyi Rozáliától, fia
- Sréter László g060405 szül. 1784. október havában. Nógrád megyénél hivatalos pályára lépve, már 1809-ben ennek itt szolgabírájává választották, és e tisztet dicsérettel hosszú időn át viselte 1828-ig, egyszersmind a nógrádi evang. főesperességnek is főfelügyelője volt. Meghalt 1863. márciusban. Nejétől Beniczky Évától, aki 1813. dec, 31-én halt meg, a következő hat gyermeke maradt:
- Sréter II Miklós g070501, ífjú korában 1828-tól 1832-ig Nógrád megyének tiszti alügyésze.
- Sréter Franciska g070502 Mocsáry Imre hitvese,

? R Ezen ágnak megalapítója Mocsáry BALÁZS füleki várnagy ifjabb fia GERGELY (1580–1603) IMRE (szül. 1794, mh. 1842. június 9. Neje: szandai SRÉTER Franciska (szül. 1805, t 1885. dec. 17. Budapest, S. László és benicei és micsinyei Beniczky Éva leánya)
- Sréter László g070503 Nógrád megyének 1842-től első főbiztosa, 1846-tól másodalispánja, és 1848-ban országgyűlési képviseltje; az ellenzéki pártnak szilárd elvű híve volt, és 1849-ben Debrecenben is végig következetes kitartással képviselő maradt. Nejétől Hanzély Apollóniától született Ferenc fia. Meghalt 1864-ben
- Sréter Ferenc g080301 szül. 1848. aug. hóban.
- Sréter Rozália g070504 mikófalvi Bekény János neje VI. JÁNOS (szül. 1801. nov. 7. Nagyfalu, t 1891. jún. 17. Szanda-Váralja), 1848/49-ben nemzetőrségi parancsnok, majd kormánybiztos és a hadi törvényszék elnöke. Neje: szandai SRÉTER Róza (f 1861. szept. 22.). Esküvő: 1827. júl. 17. Surány)
- Sréter Kálmán g070505 1836-tól 3 évig Nógrád megyének volt rendszerinti esküdtje,
- Sréter Lajos g070506

a 12. számú Nádor huszár ezredben 1848-ban cs. kir. kapitány; a forradalom kezdetén Lengyelországból, ahol ezrede feküdt, Dessewffy Dénes hadnagyával együtt századát a magyar kormány szolgálatára hazavezette, és a forradalomban mint ezredes szolgált 1849 elején Windscbachtnál karján erősen megsebesülve a forradalom végén folytonosan üldöztetve, csonka karral Belgiumba menekült.
A 23. (Ceccopierei) sorgyalogezred Frangepán-csapat Magyarországon állomásozott és kifejezetten ellenséges volt a honvédekkel, 1848. június 11-én össze is tűztek. Októberben Bécsbe rendelték az ezredet, de forradalmi érzelmű altisztjeiknek köszönhetően 600 fő dezertált a magyarokhoz. Nagy részükből szerveződött a Frangepán-csapat, amely korábban Sréter Lajos mozgó hadseregéhez beosztott csapat volt, a nagyszombati ütközetben jelentős veszteséget szenvedett, a lipótvári várba az időközben parancsnokká kinevezett Gustavo Massoneri százados vezetésével mintegy négyszázötven fő tudott eljutni, ahol 1849. február 3-án, a vár sikeres császári ostroma után fogságba estek.
---
- szandai Sréter Béla (1822-1886) katonatiszt. Pásztón született. 1838-tól közvitéz, 1842-től tizedes a 32. gyalogezredben. 1848. október 15-től őrmester a Győrben alakuló 39. honvédzászlóaljnál. December 14-től hadnagy, 1849. április 24-től főhadnagy ugyanitt a feldunai, illetve VII. hadtestben. Június elején áthelyezik az alakuló 100. zászlóaljhoz, július 1-jétől százados ugyanitt a tiszai hadseregben. A szabadságharc utáni életútja nem ismert, bizonytalan források szerint a Gömör vármegyei Puszta-Csobánkán hunyt el, 1886-ban.
- Sréter György

Csehberek (Azelőtt Cseh-Brézó) Gömör vármegye határán fekvő kisközség. Házainak száma 163, lakosaié 1392 a kik 143 magyar és 81 német kivételével tótok és katholikus s evangélikus vallásúak. Postája Poltár, távíró- és vasúti állomása Csehberek és Zlatnó. Eredetileg a Záh nemzetség birtoka volt. Az 1770. évi úrbéri rendezés alkalmával Sréter György árvái, továbbá a Huszár örökösök, Szent-Ivány Mihály, Szent-Ivány János és Szent-Ivány Farkas voltak a helység földesurai, ez utóbbiak egész a XIX. század első feléig, a század végén Novek Béla üveggyárosnak volt itt a legnagyobb birtoka.
- Hasonló szigorúság mutatkozik meg Földváry András utódaival szemben is, akiknek őse az egyik vecsei jobbágyot nemeslevél szerzéséhez segítve, felszabadította, telkével együtt. Az 1737. január 26-án Cserhátsurányban, a Sréter-kúriában tartott gyűlésen kimondják, hogy András utódainak azt a telket vissza kell szerezni, és amíg ez meg nem történik, jövedelmükből a telek adóját levonják.
- Az adatok valóban arra mutatnak, hogy Batta Pál éppen nem volt tékozló, hanem erősen fogta a jövedelmeket. Abban volt szigorú, hogy a családtagok tartozásait éppoly könyörtelenül behajtotta, mint a jobbágyok adóját. A Mária Teréziától szerzett új donáció 4619 frt. és 85 1/2 pénzbe került, ezt a cibakházi rév jövedelméből határozták el kifizetni. Lineánként felosztották az összeget, és mindenkinek fizetni kellett. Még így sem volt kéznél azonban a megfelelő összeg, és a hiányzó 2385 forintot Sréter János leszármazottai adták kölcsön.
- Sréter Antal 1849-ben polgármester majd árvagyám Szentesen
- A Caraffa által felnégyelt Bezzegh György egyik veje pedig, Sréter János, a szabadságharc fegyvergyártásának legfőbb felügyelője és vitéz tüzérparancsnoka.11 °
- Balassagyarmat, 1847. január 11.

„A' Nagyoroszi s Vadkert városainak abbeli folyamodásukra, hogy a szállásoló Katonaság istállóit a szükséges hidlásokkal ellátni már képesek nem lévén, a Megye őket a kellő fákkal segítse ; ifj. Sréter László főbiztos vizsgálatra s ebbeli véleményadásra hivatalosan megbízatván, – miután ő úgy vélekedett, hogy a fák adása sok nehézségekkel járván, inkább az istállóbér – szorzóval jutalmaztassák naponként: az ezen vélemény nyomán 1843-ban kelt, s a főbiztosi hivatalhoz intézett 1282-ik számú megyei abbeli végzésre, hogy az indítványozott – szorzóvali jutalmazása az istállóknak mennyire rúgna egy század lovasságnál évenként, számoltasson ki: hivatalosan jelentem, hogy a Katonaság 65 napos fegyvergyakorlásba távol töltvén, – 300 napot véve, s 150 lovat (ide nem értve az istállókkal ellátott főtiszti lovakat) számítva azon-rr xr-rali jutalmás 187 frt. 30 xr-ra menne pengőbe.
Költ Bgyarmaton, 1847. év Jan. hó 11-én
Madách Imre Fő Biztos”
- Székely Vera: A központi államigazgatás tisztségviselői a dualizmus korában 3. rész: Magyar Királyi Pénzügyminisztérium (Forrástudományi segédletek 1_3. 1985)

[Előző oldal] Pénzügyi fogalmazói kar (79. oldal)
Sréter Alfréd szandavári pénzügyi tanácsosi rangban, beosztva a 19. üo. (Föld- 1906-1917* adónyilvántartás) egyben nyilvántartási felügyelő 1906-1910
Sréter István 1885
- 371.

5
giugno 1861, -1
Lettera del ministro della guerra italiano Fanti ad István Türr
(regesto)
La commissione disciplinare riunitasi sotto la presidenza del genérale
Gergely Bethlen aveva condannato il tenente colonnello Fülöp Figyelmessy a 2 mesi e il colonnello brigadiere Lajos Sréter a 14 mesi di carcere, che devono scontare nella fortezza d'Alessandria. I maggiori Pálóczy e Várady e il tenente Pongrácz invece devono presentarsi ad Acqui. Invita Türr ad eseguire immediatamente la risoluzione.
1 Copia, traduzione del documento originale italiano, ungherese, 2 f (1 p.) – MOL R 211 No 63.
- 371. 1861. június 5. Fanti olasz hadügyminiszter levele Türr Istvánhoz

(regeszta)
A Bethlen Gergely tábornok elnöklete alatt összeült fegyelmi bizottság Figyelmesy Fülöp alezredest 2 havi, Sréter Lajos ezredes-dandárparancsnokot pedig 14 napi fogházra Ítélte, amelyet az alessandriai várban kell letölteniük. Pálóczy és Várady őrnagyok és Pongrácz főhadnagy pedig Acquiban jelentkezzenek. Felkéri Türrt a határozat azonnali végrehajtására.
1 Másolat, az eredeti olaszról készült fordítás, magyar, 2 f (1 p) – MOL R 211 63. sz.
- Sréter Lajos (1811-1875) honvéd ezredes, 1859-től a légió tagja, 1867-ben hazatért, országgyűlési képviselő

Sréter István (Cserhátsurány, Nógrád m., 1867. november 10.–Budapest, 1942. szeptember 15.): tényleges katonatiszt, a Dunántúl főparancsnoka, a miniszteri kinevezését követő naptól vezérőrnagy majd altábornagy –
honvédelmi miniszter 1920. VII. 19. – XII. 16.

## A család címere
Hármashalomból kinövő és a sisakdíszben ismétlődő három liliom, a pajzsban tengelic, bal oldalt nap, jobbra hold. A Sréter család címerében Nagy Iván közlésében „természetes tengelicz (carduelis seu achantis avicula)” van (X. 353. l.).
A rigó a heraldikában kisméretű énekesmadár. Ha a címerleírásban nincs külön meghatározva, a magyar címertan minden kis énekesmadár-ábrázolást rigónak tekint.

## Települések
- Nagykürtös (Sréter Mihály, 1770)
- Cserhátsurány (Surány)
- Szandaváralja
- Egerlövő (Sréter Mihályné (Gyürky Klára)) birtokrésze volt
- Csehberek (Azelőtt Cseh-Brézó) Gömör vármegye határán fekvő kisközség. Házainak száma 163, lakosaié 1392, akik 143 magyar és 81 német kivételével tótok és katolikus és evangélikus vallásúak. Postája Poltár, távíró- és vasúti állomása Csehberek és Zlatnó. Eredetileg a Záh nemzetség birtoka volt.